# INFOBAR A02
INFOBAR A02 by iida（インフォバー エー ゼロ ニ バイ イイダ）は、台・HTC（輸入元・HTC NIPPON）によって開発され、auブランドを展開するKDDI及び沖縄セルラー電話の第3世代/第3.5世代移動通信システム（au 3G。旧・CDMA 1X/CDMA 1X WIN）、および第3.9世代移動通信システム（au 4G LTE）対応ストレート型スマートフォンである。製造型番はHTX21（エイチティーエックス ニイチ）、「2013年度グッドデザイン賞」受賞・「グッドデザイン・ベスト100」選定商品となっている。

## 概要
iidaプロジェクトとしては第3弾となるスマートフォンである。また、INFOBARシリーズとしては初めて防水（IPX5/7）、および防塵（IP5X）性能に対応している。製造元はHTC。新規設計のためベースモデルは存在しない。
プロダクトデザインはシリーズを手がけてきた深澤直人が引き続き担当。ボディはアルミフレームを採用しており、側面部は手に馴染みやすい曲面仕上げとなっている。ちなみに、アルミフレームの上部右側はワンセグ用、下部左側は通信用のアンテナを兼ねている。背面部は、バッテリーカバーが外しやすいようにツメが入る構造になっており、バッテリーカバーだけでなく外部接続端子のカバーを開けるときの指かけになるほか、スピーカーホールとしても機能する。また、ストラップホールも用意されている。
端末内のサウンドデザインはコーネリアスの小山田圭吾が担当しており、効果音だけでなく着信音もコーネリアスによるものとなっている。
UIはHTC独自のHTC senseではなくiida UI 2.0が採用されている。こちらはINFOBAR A01に引き続き中村勇吾が担当する。

## 歴史
- 2013年（平成25年）1月25日 - KDDIより公式発表。
- 2013年2月15日 - 関東・沖縄地区にてNISHIKIGOIとICE GRAYが先行発売開始。
- 2013年2月23日 - 関西・中部・北陸地区にてNISHIKIGOI発売開始。
- 2013年2月28日 - 上記以外の残りの地区にてNISHIKIGOI発売開始。
- 2013年3月2日 - 北海道・北陸・関西・九州地区にてICE GRAY発売開始。
- 2013年3月8日 - 上記以外の残りの地区にてICE GRAY発売開始。
- 2013年3月15日 - 全国にてAOAO発売開始。
- 2013年4月26日 - 全国にて卓上ホルダ発売開始。[9]
- 2013年7月上旬 - 九州地区を除き全て販売終了。
- 2013年10月1日 - 「2013年度グッドデザイン賞」受賞・「グッドデザイン・ベスト100」選定。

## プリインストールアプリ
- KDDI Eメール
- auウィジェット
- Skype
- Friends Note
- Polaris Office
- Google Talk
- うたパス
- ビデオパス
- PlayStation Mobile

など

## 主な機能・サービス
※PC向けWebブラウザが標準装備されている。携帯向けサイト(EZWeb)は他のスマートフォンやPCと同じく閲覧不可。
| 主な機能・対応サービス                                                 | 主な機能・対応サービス                                          | 主な機能・対応サービス              | 主な機能・対応サービス                                |
| ---------------------------------------------------------------------- | --------------------------------------------------------------- | ----------------------------------- | ----------------------------------------------------- |
| Webブラウザ                                                            | LISMO! for Android LISMO WAVE LISMO Store powered by レコチョク | おサイフケータイ                    | ワンセグ DLNA/DTCP-IP                                 |
| au one メール PCメール Gmail EZwebメール                               | デコレーションメール デコレーションアニメ                       | Skype au                            | PCドキュメント                                        |
| au Smart Sports Run & Walk Karada Manager Fitness ゴルフ(web版) 歩数計 | GPS                                                             | au oneナビウォーク au one助手席ナビ | au one ニュースEX au one GREE                         |
| じぶん銀行                                                             | 緊急速報メール かんたんメニュー                                 | Bluetooth                           | 無線LAN機能 (Wi-Fi) テザリング (Wi-Fi・USB) au 4G LTE |
| 赤外線通信 (IrSimple)                                                  | WIN HIGH SPEED                                                  | グローバルパスポート                | auフェムトセル                                        |
| microSD microSDHC                                                      | モーションセンサー(6軸)                                         | 防水                                | 簡易留守録 着信拒否設定                               |

- 安心セキュリティパックはフル対応
- auスマートパスに対応

## ケータイアップデート
2013年4月11日、バージョン1.20.971.1のアップデートが行われた。主な内容は以下の通り。
- ホーム画面で再起動を繰り返す事象の改善。

2013年12月18日、バージョン1.25.971.1のアップデートが行われた。主な内容は以下の通り。
- ブラウザで文字を入力する際、意図しない位置に文字が入力される事象の改善。
- 一部のサイトで文字入力時にキーボードが表示されない事象の改善。
- 3LM SecurityのリモートロックでNFC/おサイフケータイロックが解除できない事象の改善。
- iida UIの「Facebookパネル」「Twitterパネル」の自動更新間隔で「15分ごと」が選択可能となる。
- iida UIの「写真パネル」の連携サービスとして、「Picasa」を追加。